# Високопродуктивне насадження дуба
Високопродуктивне насадження дуба — ботанічна пам'ятка природи місцевого значення. Об'єкт розташований на території Черкаського району Черкаської області, квартал 224 виділ 24 Тясминського лісництва.
Площа — 4,7 га, статус отриманий у 1983 році.

## Галерея

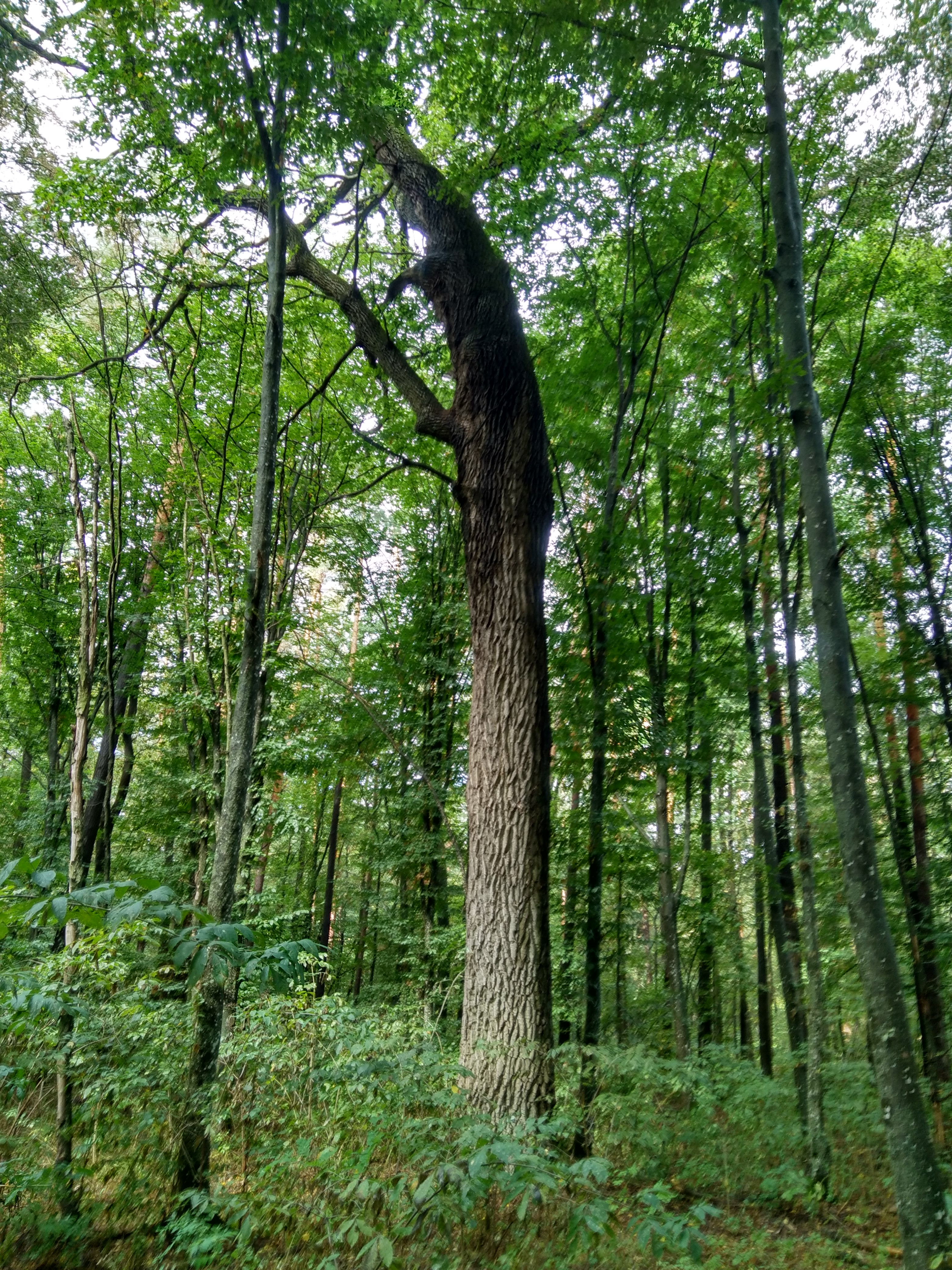
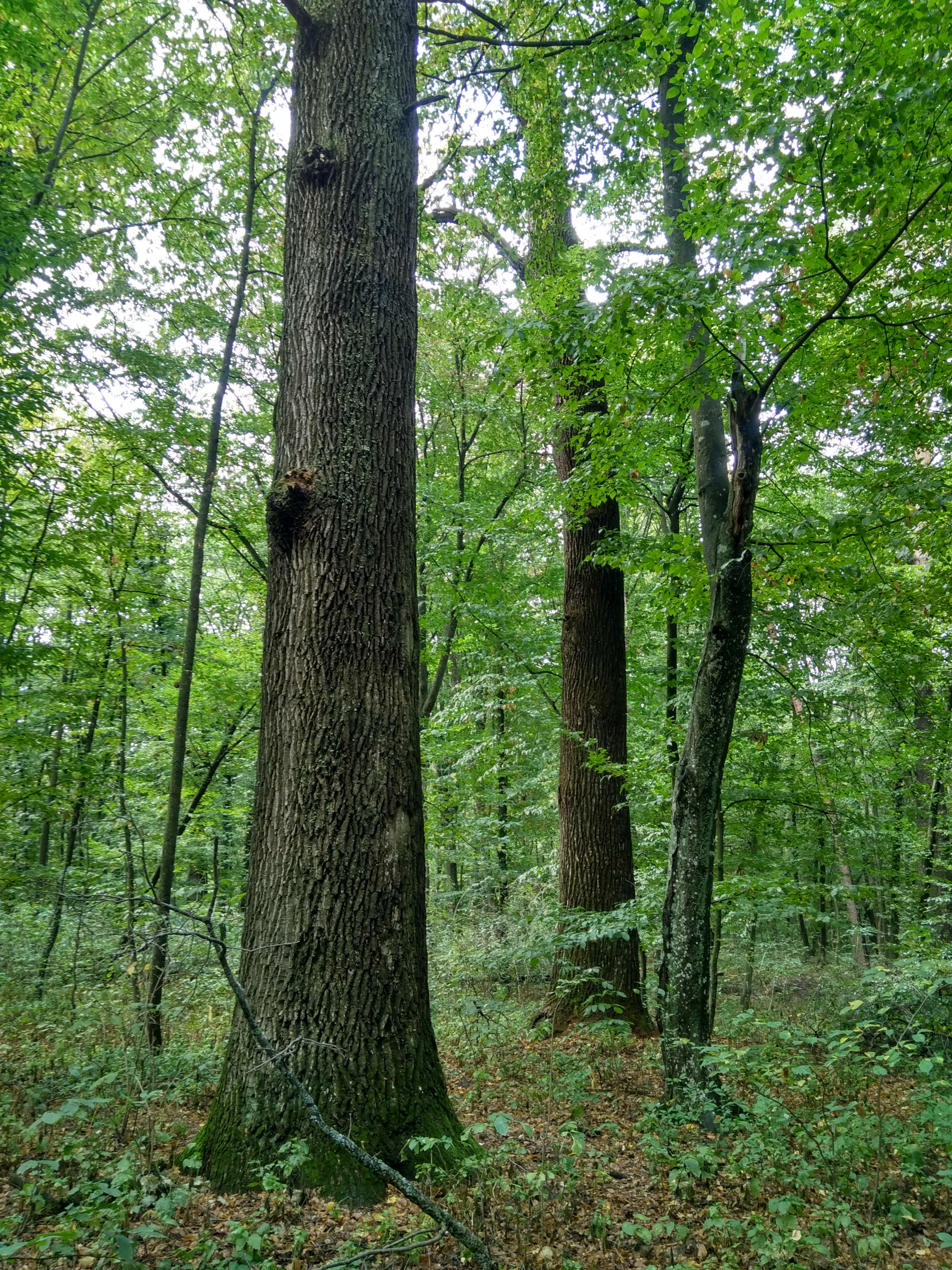